# Paul Dearlove
Pas d'image ? Cliquez ici

a Compétitions nationales et continentales officielles uniquement.

Paul Dearlove, né le 6 février 1979 à Paris, est un joueur de rugby à XV écossais qui joue avec la Section paloise au poste de troisième ligne aile.

## Carrière
Il a tenté de disputer le Super 12 avec les ACT Brumbies sans succès. 
Il a évolué en club avec les Glasgow Warriors avec qui il dispute la Coupe d'Europe en 2003-2006. Il joue ensuite avec la Section paloise comme joker en Top 14 l'année de la descente du club.
Il joue depuis en Pro D2 avec le club béarnais.
- ACT Brumbies
- Glasgow Warriors 2003-2006
- Section paloise (Top 14) 2006
- Section paloise (Pro D2) 2006-